# Néstor Garay
Néstor Garay (Santa Rosa, 13 gennaio 1931 – Roma, 11 aprile 2003) è stato un attore argentino.

## Biografia
Argentino di nascita ma italiano d'adozione, Néstor Garay inizia la propria carriera recitativa intorno alla prima metà degli anni sessanta in qualità di caratterista e in più occasioni anche in ruoli da comprimario inizialmente in alcuni sceneggiati televisivi e a partire dal 1968 anche in ruoli cinematografici.
Dato il suo aspetto corpulento e bonario, i ruoli che venivano affidati a Néstor Garay erano spesso semplici e discreti come ad esempio preti, camerieri, maggiordomi, medici e talvolta anche imprenditori; trasferitosi in Italia ancor giovane, l'attore è stato maggiormente apprezzato per essere apparso in compagnia di alcuni attori noti perlopiù nel filone della commedia all'italiana negli anni ottanta.
Tra i ruoli in cui Néstor Garay compare si possono citare il film Fico d'India in cui interpreta il ruolo del fratello di Renato Pozzetto, Il cappotto di Astrakan, in cui interpretava un maître, e Ricchi, ricchissimi... praticamente in mutande in cui duetta svariate volte insieme a Lino Banfi; da ricordare inoltre il ruolo di Biagio Cerioni in Spaghetti House in cui è uno dei camerieri sequestrati (insieme al protagonista, interpretato da Nino Manfredi) da una banda di terroristi nella città di Londra.
Seppur in ruoli minori, Néstor Garay recitò anche con Alberto Sordi in Amore mio aiutami nel ruolo di un sacerdote e in Sono un fenomeno paranormale nella parte di un arrogante proprietario di un'emittente televisiva locale; inoltre Néstor Garay affianca anche Carlo Verdone in Perdiamoci di vista in cui questa volta veste i panni di un dirigente della TV pubblica che licenzia il protagonista a causa del suo eccesso di cinismo nei confronti di una ragazza invalida interpretata da Asia Argento.
Negli anni novanta le apparizioni televisive e cinematografiche di Néstor Garay si riducono notevolmente fino a quando prende parte a un ultimo film cinematografico dal titolo La rentrée con il quale si congeda definitivamente dal mondo dello spettacolo prima di scomparire nel più discreto silenzio artistico.

## Filmografia

Néstor Garay in Allegro non troppo (1976)

### Cinema
- Execution, regia di Domenico Paolella (1968)
- Serafino, regia di Pietro Germi (1968)
- Salvare la faccia, regia di Rossano Brazzi (1969)
- Satyricon, regia di Gian Luigi Polidoro (1969)
- Vita segreta di una diciottenne, regia di Oscar Brazzi (1969)
- Amore mio aiutami, regia di Alberto Sordi (1969)
- Scacco alla mafia, regia di Lorenzo Sabatini (1970)
- Il caso Mattei, regia di Francesco Rosi (1972)
- Il vero e il falso, regia di Eriprando Visconti (1972)
- Allegro non troppo, regia di Bruno Bozzetto (1976)
- La linea del fiume, regia di Aldo Scavarda (1976)
- La tigre è ancora viva: Sandokan alla riscossa!, regia di Sergio Sollima (1977)
- Fico d'India, regia di Steno (1980)
- Il cappotto di Astrakan, regia di Marco Vicario (1980)
- Camera d'albergo, regia di Mario Monicelli (1981)
- Ricchi, ricchissimi... praticamente in mutande, regia di Sergio Martino (1982)
- Cercasi Gesù, regia di Luigi Comencini (1982)
- Yes, Giorgio, regia di Franklin Schaffner (1982)
- Spaghetti House, regia di Giulio Paradisi (1982)
- Domani mi sposo, regia di Francesco Massaro (1984)
- Mamma Ebe, regia di Carlo Lizzani (1985)
- Le due vite di Mattia Pascal, regia di Mario Monicelli (1985)
- Sono un fenomeno paranormale, regia di Sergio Corbucci (1985)
- Stradivari, regia di Giacomo Battiato (1988)
- Il rivale, regia di Giulio Petroni (1988)
- Il male oscuro, regia di Mario Monicelli (1990)
- L'amore necessario, regia di Fabio Carpi (1991)
- Perdiamoci di vista, regia di Carlo Verdone (1994)
- Palla di neve, regia di Maurizio Nichetti (1995)
- La rentrée, regia di Franco Angeli (2001)

### Televisione
- I grandi camaleonti, regia di Edmo Fenoglio (1964)
- Lo squarciagola, regia di Luigi Squarzina (1966)
- Il conte di Montecristo, regia di Edmo Fenoglio (1966)
- Delitto impossibile, regia di Sergio Villetti (1967)
- Il Circolo Pickwick, regia di Ugo Gregoretti (1967)
- Sarto per signora, regia di Paolo Cavara (1979)
- Lulù, regia di Mario Missiroli (1980)
- Fregoli, regia di Paolo Cavara (1981)
- Rosaura alle 10, regia di Gianluigi Calderone (1981)
- Caccia al ladro d'autore, regia di Tonino Valerii (1985) (Serie TV, 1ª stagione, episodio 5)
- Oliver Maass, regia di Gero Erhardt (1985) (Serie TV, 1ª stagione, episodio 1)
- La nonna, regia di Attilio Corsini 1986
- È proibito ballare, regia di Pupi Avati e Cesare Bastelli (1989)
- Delitti privati, regia di Sergio Martino (1993) (Serie TV)
- Pepe Carvalho, regia di Franco Giraldi (1999) (Serie TV)

## Doppiatori italiani
- Mario Bardella in Amore mio aiutami, Salvare la faccia
- Max Turilli in Camera d'albergo, Spaghetti House
- Giorgio Lopez in Le due vite di Mattia Pascal
- Gianni Marzocchi in Execution
- Antonio Guidi in La tigre è ancora viva: Sandokan alla riscossa!
- Carlo Reali in Il cappotto di Astrakan
- Carlo Baccarini in Sono un fenomeno paranormale
- Bruno Alessandro in Perdiamoci di vista